# أولاد عبو (تارودانت)

## الموقع
أولاد عبو هو دُوَّار يقع بجماعة سيدي بورجا إقليم تارودانت في المملكة المغربية. يحد الدوار من الشمال دوار اولاد رحوا ودوار اولاد ترنة ومن الشرق قيادة تازمورت ومن الغرب مشرع العين ومن الجنوب دوار ادوار 

## التاريخ
يرجع تاريخ ذوار اولاد عبوا إلى الفترة المرابطية، وقد مر بفترة الازدهار في عهد السعديين بدليل وجود عدة مصانع كانت تستعمل لصناعة قصب السكر الذي اشتهر المغرب بصناعته في عهد السعديين وتوجد عدة آثار لبنايات قديمة يرجع تاريخها ل200 سنة تقريبا

## السكان
تصل ساكنة اولاد عبوا لما يقارب 1200 نسمة تتوزع لأكثر من النصف ناطقون بالامازيغية تاشلحيت والجزء الآخر ينكق بالدارجة المغربية مع بعض اللهجات التي تنتمي لمناطق هوارة ومراكش